# 谢姆延哈佐
谢姆延哈佐，是匈牙利佐洛州所辖的一个村，总面积4.70平方公里，总人口638，人口密度135.7人/平方公里（2010年1月1日）。